# Mosquée Menüçehr
La mosquée Menüçehr (en turc : Ebul Manucehr Camii) est une mosquée située dans les ruines de l'ancienne capitale arménienne d'Ani, en Turquie.

## Caractéristiques
La mosquée occupe un emplacement dans le sud-ouest du site d'Ani, capitale de l'ancien royaume d'Arménie vers l'an 1000. Le site est situé dans l'extrême est de la Turquie, sur la province de Kars, au contact de la frontière avec l'Arménie ; la mosquée n'est située qu'à 130 m au nord de cette frontière. Sur le site, la cathédrale d'Ani est située à 270 m au nord-est, l'église Saint-Grégoire d'Abougraments à 250 m au nord-ouest et la citadelle d'Ani à 400 m au sud-ouest.
Le minaret de la mosquée est intact. Il porte le mot arabe Basmala en calligraphie kufi sur sa face nord. La salle de prière est à moitié effondrée.

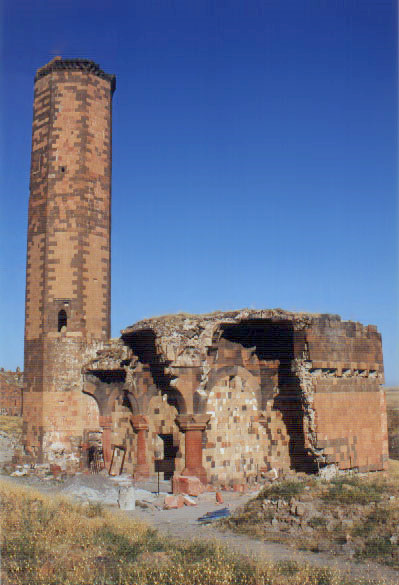
Autre vue de la mosquée.
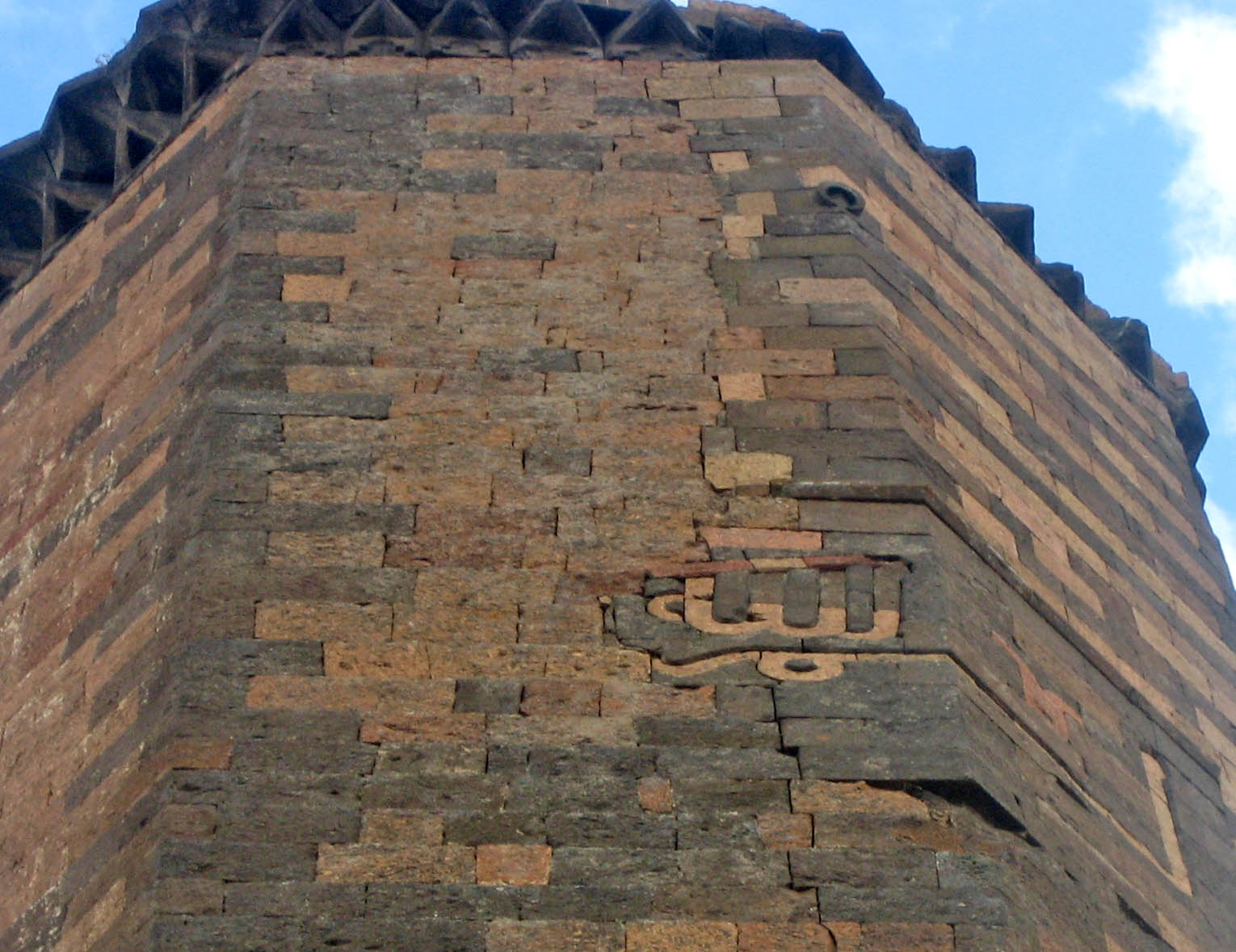
Détail du minaret.
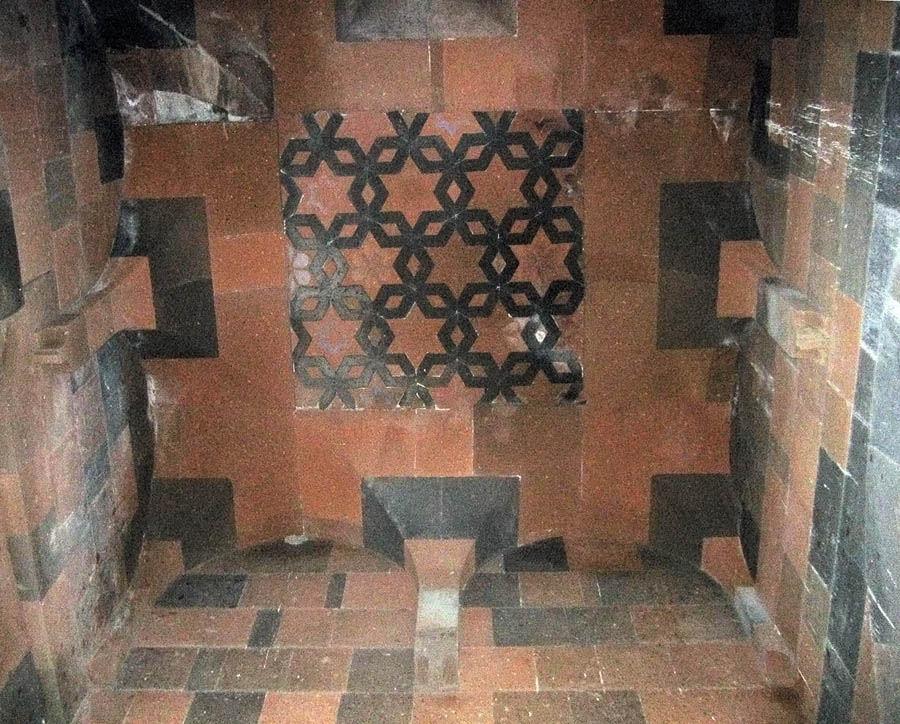
Plafond intérieur.
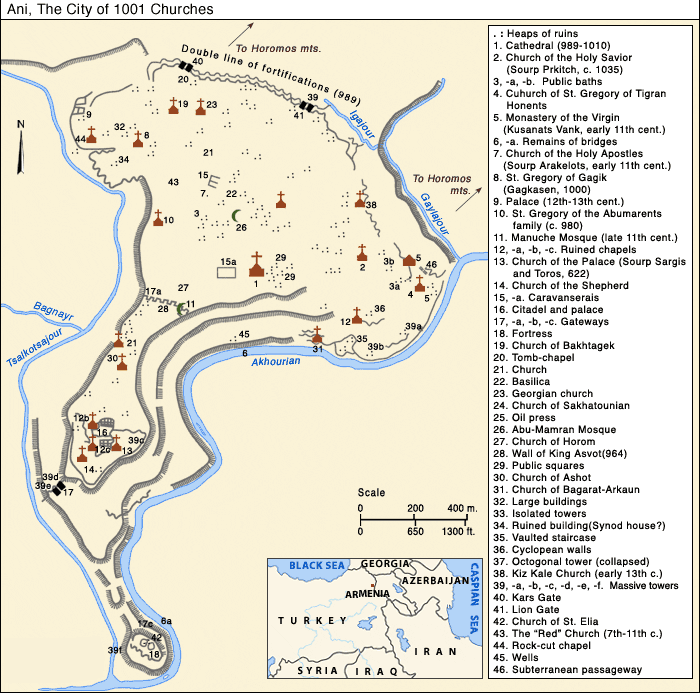
Carte d'Ani. La mosquée Menüçehr est situé en 5.

## Historique
La mosquée Menüçehr tire son nom de son fondateur présumé, Menüçehr, premier membre de la dynastie Cheddadides qui dirige Ani après 1072. Le minaret en est la partie la plus ancienne ; la salle de prière date d'une période ultérieure (XIIe ou XIIIe siècles).
En 1906, la mosquée est partiellement réparée afin d'héberger un musée abritant les objets trouvés pendant les excavations de Nikolai Marr.